# Pollenia shaanxiensis
Pollenia shaanxiensis este o specie de muște din genul Pollenia, familia Calliphoridae, descrisă de Fan, Gan, Fang, Zheng, Chen și Tao în anul 1997.
Este endemică în Shaanxi. Conform Catalogue of Life specia Pollenia shaanxiensis nu are subspecii cunoscute.